# Tram van Košice
De Tram van Košice is het oudste tramnet in Slowakije. Het is vanaf de 19e eeuw met normaalspoor in Košice aangelegd. De netbeheerder is "Dopravný podnik mesta Košice (DPMK)" ("Stedelijke vervoerbedrijf van Košice").

## Geschiedenis

### Ontstaan in Oostenrijk-Hongarije (1884 / 1891-1918)
In Slowakije bestaan slechts twee tramnetwerken: het ene in Bratislava en het andere in Košice.
In Košice gaat het ontstaan terug tot 1884, toen de stad (destijds Kaschau genoemd) een project voor een paardentram goedkeurde.
Benevens het personenvervoer diende het netwerk in die tijd ook voor het vervoer van goederen. De concessie werd in 1890 verleend aan de heer István Popper die van Boedapest afkomstig was. Deze richtte het bedrijf Kassai közúti vasút ("Tramspoorweg van Košice") op, conform met de concessie. Het vertrekpunt van de eerste lijn lag aan het spoorwegstation van Košice. Dan volgde de lijn de Námestie Osloboditeľov en het zuidelijk uiteinde van de Hlavná ulica, nadien de Hlavná ulica en de Komenského ulica tot aan de hoek met de Cermel'ská cesta.
Het eerste deel van de lijn werd voor het verkeer opengesteld op 14 november 1891 en is daarmee de oudste tramtraject in het huidige Slowakije. Kort daarna, op 12 augustus 1892, werd de lijn in haar totale lengte voor het publiek beschikbaar. In datzelfde jaar begon István Popper met het goederenvervoer en in 1893 schakelde hij over van paarden- naar stoomtractie.
Eind 1895 benutte hij opnieuw de paardentractie voor een deel van het traject, met name op de route van het treinstation naar het staatstheater. Vanaf het theater tot aan de Čermeľ-vallei gebruikte hij stoomlocomotieven.
Inmiddels was het netwerk zodanig ontwikkeld dat de lengte omstreeks de eeuwwisseling 7.849 meter bedroeg. In 1911 besloot de stad, in overleg met de onderneming "Gesellschaft für Bau und Betrieb von Eisenbahnen Henning Hartwich Co", om lijnen te elektrificeren.
De volgende trajecten kwamen in aanmerking:
1. Železničná stanica (spoorwegstation) – Hlavná – Komenského – Čermeľ
2. Námestie osloboditeľov – Južná trieda – Verejný cintorín (openbare begraafplaats)
3. Železničná stanica – Kuzmányho – Námestie Maratónu mieru - Hlavná - Železničná stanica.

Dit resulteerde in een gebruik van de elektrische tractie vanaf:
- 1913 voor het goederenvervoer,
- 28 februari 1914 voor het reizigersvervoer (enkele maanden voor het uitbreken van de Eerste Wereldoorlog).

### Tsjecho-Slowakije en het Hongarije van Horty (1918-1945/1948)

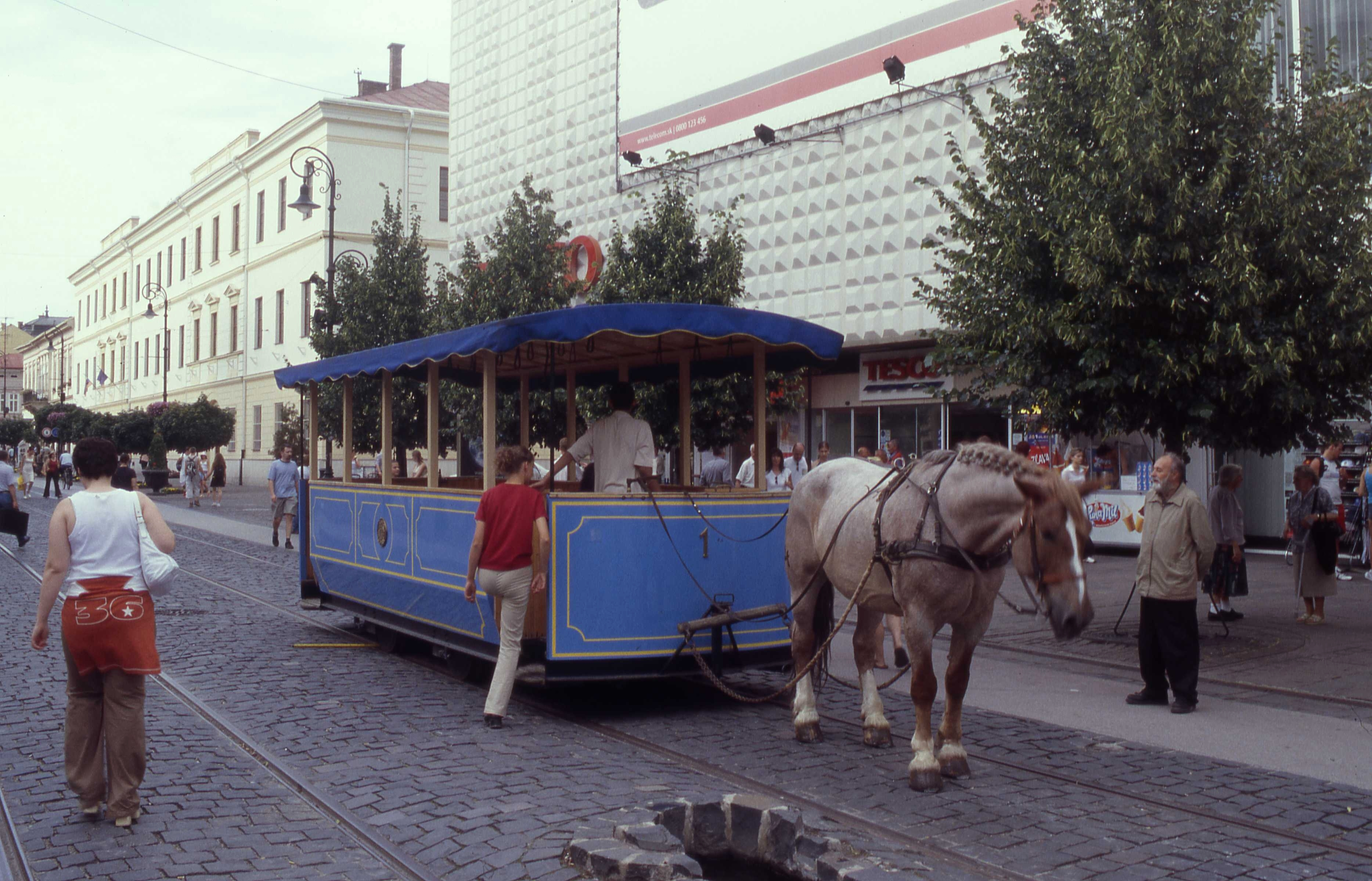
Anno 2004: toeristische paardentram op buiten dienst gestelde sporen in het stadscentrum van Košice.

Na de ineenstorting van de Oostenrijks-Hongaarse dubbelmonarchie en de inlijving van Košice bij Tsjecho-Slowakije, ontstond een nieuwe vervoersmaatschappij: de "Košické elektrické pouličné dráhy" ("Elektrische Tramwegen van Košice"). Deze onderneming werd echter zo zwaar getroffen door de economische crisis van de jaren 1930, dat ze mettertijd het eigendomsrecht van het gehele net aan de stad moest afstaan.
Na de Eerste Weense Arbitrage in 1938 werd de stad Košice ingelijfd bij Hongarije. Om die reden veranderde de vervoersmaatschappij haar naam in "Kassai városi közúti vasút" ("Stadstram van Košice"). Voor de dagelijkse gebruiker had dit weinig gevolgen.
In 1944 nam het Hongaarse leger tien trams in beslag en bracht ze over naar het tramnet van Boedapest. Ter vervanging van deze voertuigen kocht men naderhand achttien buiten bedrijf gestelde maar nog steeds functionele voertuigen bij de Praagse Trammaatschappij.
Tijdens het interbellum werden sommige secties op dubbelspoor gebracht, doch slechts twee kilometer nieuwe lijn werd verwezenlijkt. Bovendien had het net tijdens de Tweede Wereldoorlog geleden door een gebrek aan onderhoud. Nadat in 1945 de stad opnieuw in Tsjecho-Slowakije geïntegreerd werd, moest het net in belangrijke mate hersteld worden.

### Tsjecho-Slowakije en de ontwikkeling van het socialisme (1948-1990)
Een jaar nadat in 1948 de Communistische Partij van Tsjecho-Slowakije aan de macht kwam, werd de vervoersmaatschappij omgedoopt tot "Dopravné závody mesta Košíc, komunálny podnik" ("Stedelijke vervoersmaatschappij van Košice, gemeentelijk bedrijf").
Deze benaming wijzigde nogmaals in 1953 en werd "Dopravný podnik mesta Košic" ("Vervoersbedrijf van de stad Košice"), met een kleine spellingsverandering in 1959: "Dopravný podnik mesta Košice".
Sinds de jaren 1950 moest de tram, die voorheen het monopolie had op het plaatselijk openbaar vervoer, het vervoersaanbod delen met de autobus.
Gedurende deze episode begon een uitgebreide modernisering, werden nieuwe sporen gelegd, technische uitrusting verbeterd en nieuwe Tatra T1-trams aangekocht.
De jaren 1960 werden gekenmerkt door een stagnatie ten opzichte van het busverkeer.
Toen de Oost-Slowaakse staalfabriek VSŽ (anno 2021: "U.S. Steel Košice") in het stadsdeel Šaca in het zuidwesten van de stad gebouwd werd, begon men daar in 1961 met de aanleg van een sneltramlijn naar het stadscentrum die op 7 november 1964 in gebruik werd genomen.
Terwijl er ook een nieuwe route werd gebouwd op de Trieda SNP-straat (stadsdeel Západ), werd de lengte van verscheidene lijnen ingekort.
De aftakking van Čermeľ naar de halte "Štadión Lokomotívy" werd verkort en de aftakking naar Ťahanovce die slechts een paar jaar eerder in bedrijf was genomen, werd gesloten. Bovendien werd het vrachtverkeer eind 1964 definitief beëindigd.
Dankzij de ontwikkeling van de sneltram verjongde het wagenpark ingrijpend en werden er Tatra T3-voertuigen geïntroduceerd.
Op 30 oktober 1978, gebeurde een tragisch ongeval toen twee bergafwaarts rijdende Tatra T3-trams ontspoorden aan de halte "Amfitheater". Negen mensen werden gedood, tien raakten ernstig gewond en 80 lichtgewond.
Eveneens aan het eind van de jaren 1970 beleefde de tram een hernieuwde bloei. Naast de gebruikelijke enkelvoudige trams en de tweeledige stellen, werden in 1979 ook drieledige stellen in dienst genomen op de route naar VSŽ, hetgeen een zeldzaamheid was in Tsjecho-Slowakije.
De laatste uitbreidingen kwamen in de jaren tachtig: in 1983 werd een nieuwe lijn gebouwd naar de stadsdelen Nad jazerom en Krásna.
De Sint-Elisabeth-kathedraal en het staatstheater ondergingen in 1986 een renovatie. Teneinde deze werken mogelijk te maken, moest men het verkeer in de Hlavna ulica (Hoofdstraat) onderbreken. Daarom werd het tramverkeer in het stadscentrum omgeleid via de Kuzmányho ulica. Alhoewel de werken slechts tijdelijk waren, bleef achteraf de Hlavna ulica definitief verkeersvrij.
De modernisering van het wagenpark werd voortgezet met de Tatra T3-trams, die sinds 1986 werden aangevuld met de gelede trams van het type Tatra KT8D5.

### Oprichting van Slowakije en bezuinigingsmaatregelen (1990-2014)
Kenmerkend voor de episode vanaf de jaren 1990 zijn de langere wachttijden en bezuinigingsmaatregelen.
Nieuwe Tatra T6A5-trams verschenen in het begin van de jaren 1990, maar de vloot is sindsdien weinig gemoderniseerd.
Ingevolge de stijgende exploitatiekosten werd de capaciteit van de trams verhoogd door het inzetten van drieledige voertuigen.

## Actueel

Tramnetwerk in 2021.

Teneinde te verhelpen aan langdurige ritten en een verouderde vloot, waren sedert 2014 omvangrijke investeringen nodig. Deze worden gefinancierd worden door de Infrastructuurfondsen van de Europese Unie.
In 2014 en 2015 werden 33 lagevloer-trams geleverd van het type Vario LF2+.

## Netwerk

### Haltes
Het huidige net omvat 33,7 km en 48 haltes. Het bestaat uit twee ringvormige lijnen ten westen en ten zuiden van de oude stad, van waaruit verscheidene assen aftakken.
Deze leiden onder meer naar de volgende plaatsen:
- spoorwegstation Košice (Železničná stanica),
- Technische Universiteitsstadion,
- Lokomotiva-stadion (thans: Havlíčkova),
- stadsdeel Nad jazerom (Važecká),
- stadsdeel Barca (standbeeld van paus Johannes Paulus II),
- staalfabriek US Steel Košice (Vstupný areál USS),
- stelplaats voor trams aan de Bardejovská-straat (DPMK).

### Snelheid
Op de sneltramlijnen bedraagt de maximumsnelheid 65 kilometer per uur.

### Reizigers
In 2009 vervoerden de trams 25,524 miljoen passagiers: dit is ongeveer 27% van het aantal reizigers dat door de netbeheerder gedurende dat jaar vervoerd werd.

### Frequentie
De trams rijden meestal elke 15 minuten, tijdens de spitsuren soms elke 10 minuten.

### Lijnen
| Lijn | Oorsprong                                         | Eindpunt                | Interval (ochtend / overdag / spitsuur 's avonds / avond)      |
| ---- | ------------------------------------------------- | ----------------------- | -------------------------------------------------------------- |
| 2    | Staničné námestie (Stationsplein, Station Košice) | Námestie Maratónu mieru | 10/15/12/20                                                    |
| 3    | Staničné námestie (Stationsplein, Station Košice) | Važecká                 | 10/15/12/20                                                    |
| 4    | Havlíčkova                                        | Barca                   | 10/15/12/20                                                    |
| 5    | Staničné námestie (Stationsplein, Station Košice) | OC Optima               | Alleen op zondag voor studenten van de Technische Universiteit |
| 6    | Staničné námestie (Stationsplein, Station Košice) | Vozovňa, DPMK           | 10/15/12/20                                                    |
| 7    | Važecká                                           | Botanická záhrada       | 10/15/12/20                                                    |
| 9    | Vozovňa, DPMK                                     | Havlíčkova              | 10/15/12/20                                                    |

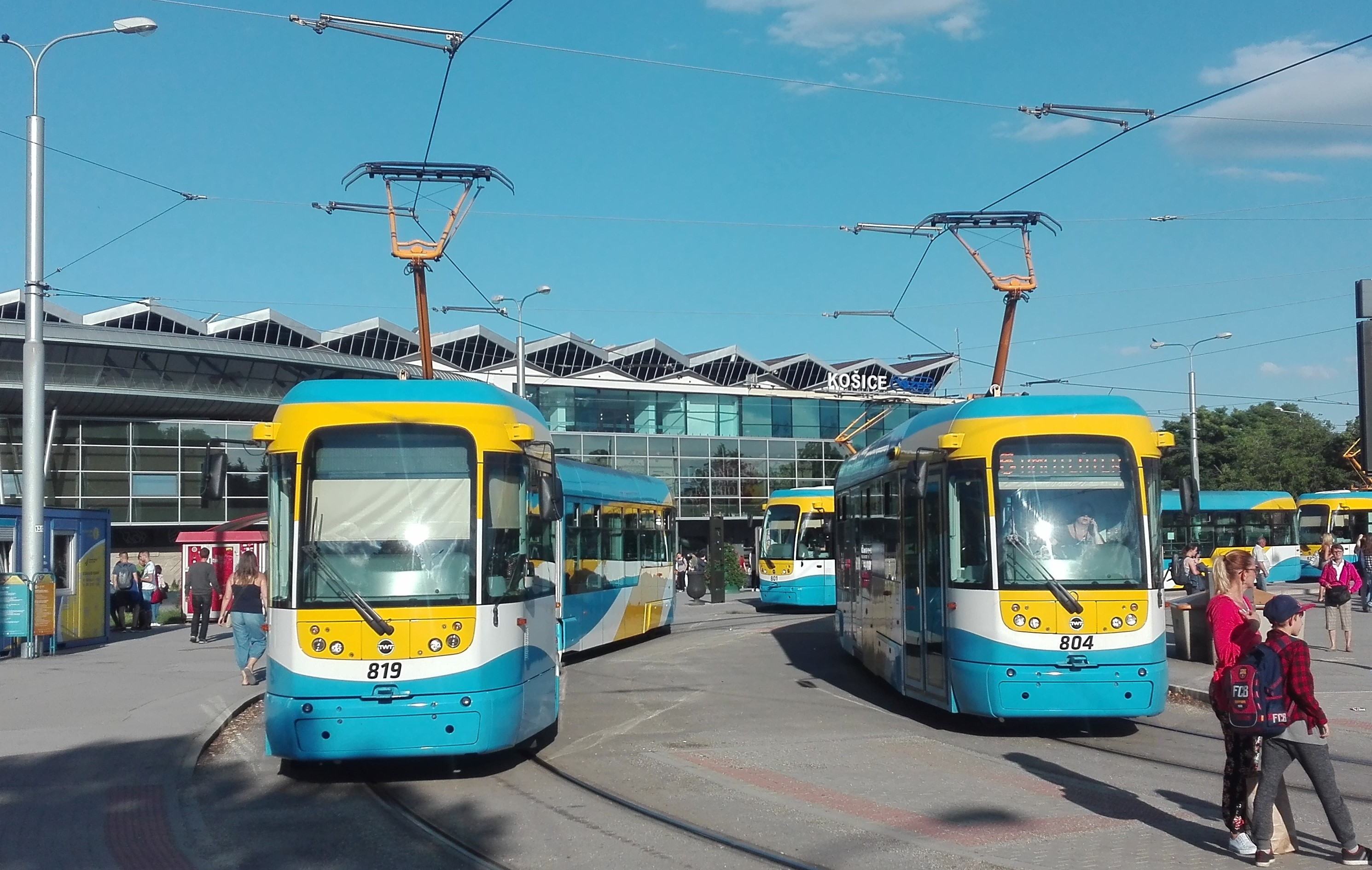
Trams aan het station van Košice

De volgende lijnen hebben de staalfabriek van U.S. Steel Košice als eindpunt. Enkele van deze lijnen worden uitsluitend tijdens de spitsuren bediend.
| Lijn | Oorsprong                                         | Eindpunt                  | Interval (ochtend / overdag / spitsuur 's avonds / avond)                                            |
| ---- | ------------------------------------------------- | ------------------------- | --- |
| R1   | Staničné námestie (Stationsplein, Station Košice) | Vstupný areál U. S. Steel | 20/60/20/60                                                                                          |
| R2   | Važecká                                           | Vstupný areál U. S. Steel | 11 ritten per dag                                                                                    |
| R3   | Havlíčkova                                        | Vstupný areál U. S. Steel | 9 ritten per dag                                                                                     |
| R4   | Botanická záhrada                                 | Vstupný areál U. S. Steel | • Traject OC Optima-Botanische tuin: 20 minuten interval. • Traject naar US Steel: 3 ritten per dag. |
| R5   | Ryba                                              | Vstupný areál U. S. Steel | 1 rit per dag                                                                                        |
| R6   | Moldavská, OC                                     | Vstupný areál U. S. Steel | 6 ritten per dag                                                                                     |
| R7   | Amfiteáter                                        | Vstupný areál U. S. Steel | 7 ritten per dag                                                                                     |
| R8   | Barca                                             | Vstupný areál U. S. Steel | 1 rit per dag                                                                                        |

## Voertuigen
Op 14 oktober 2015 beschikte de vervoersmaatschappij over 150 trams, waarvan 138 daadwerkelijk in gebruik waren. De gemiddelde ouderdom van de voertuigen was 20,6 jaar.
De voertuigen hebben de kleuren: groen-wit, rood-wit of blauw-wit-geel.
Anno 2021 rijden er trams van de Tsjechische fabrikant Tatra en van zijn opvolger Pragoimex.